# Valenzana Calcio 2001-2002
Questa voce raccoglie le informazioni riguardanti la Valenzana Calcio nelle competizioni ufficiali della stagione 2001-2002.

## Rosa
| N. |                    | Ruolo | Calciatore             |
| -- | ------------------ | ----- | ---------------------- |
| -  | Italia (bandiera)  | D     | Paolo Ardenghi         |
| -  | Italia (bandiera)  | C     | Fabio Bello            |
| -  | Italia (bandiera)  | C     | Tommy Beltrame         |
| -  | Italia (bandiera)  | C     | Massimiliano Biasotti  |
| -  | Italia (bandiera)  | D     | Andrea Citterio        |
| -  | Italia (bandiera)  | A     | Christian Colitti      |
| -  | Italia (bandiera)  | A     | Felice Foglia          |
| -  | Italia (bandiera)  | D     | Alessandro Furlanetto  |
| -  | Italia (bandiera)  | P     | Ivan Gamberini         |
| -  | Italia (bandiera)  | D     | Gianluca Gibellini     |
| -  | Brasile (bandiera) | A     | Julio Cesar Madureira  |
| -  | Italia (bandiera)  |       | Mamprin                |
| -  | Italia (bandiera)  | A     | Massimiliano Menegatti |
| -  | Italia (bandiera)  | D     | Matteo Minelli         |

| N. |                   | Ruolo | Calciatore          |
| -- | ----------------- | ----- | ------------------- |
| -  | Italia (bandiera) | C     | Luca Minopoli       |
| -  | Italia (bandiera) | D     | Giampaolo Morabito  |
| -  | Italia (bandiera) | D     | Marco Morlacchi     |
| -  | Italia (bandiera) | C     | Marco Moro          |
| -  | Italia (bandiera) | A     | Giorgio Panesi      |
| -  | Italia (bandiera) | C     | Giorgio Perelli     |
| -  | Italia (bandiera) | C     | Andrea Periotto     |
| -  | Italia (bandiera) | C     | Maurizio Rizzoli    |
| -  | Italia (bandiera) | A     | Massimiliano Rossi  |
| -  | Italia (bandiera) | P     | Piero Spina         |
| -  | Italia (bandiera) | C     | Davide Taverna      |
| -  | Italia (bandiera) | C     | Antonio Terracciano |
| -  | Italia (bandiera) | P     | Oscar Verderame     |
| -  | Italia (bandiera) | C     | Michele Zamboni     |